# Volovăț, Suceava
Volovăț (în germană Wollowetz) este satul de reședință al comunei cu același nume din județul Suceava, Bucovina, România.

## Geografie

### Localizare
Comuna Volovăț, județul Suceava are coordonatele 47o46'21.93"-47°49'47.14" latitudine nordică și 25o51'55.90"- 25°57'14,74" longitudine estică. Localitatea este situată la sud-vest de Rădăuți, pe DJ 178 Radăuți-Arbore și pe drumul județean 209K Volovăț - Marginea, la 37 km de Suceava și 20 km de orașul Solca.
Pe teritoriul comunei se intâlnesc intersecții in forma de „X". La intersecția din centru se află ridicată o „Troiță” - monument ridicat în 1938 în cinstea eroilor căzuți în Primul Război Mondial (86 morți, majoritatea în Tirol, Italia). Drumurile comunale sunt în cea mai mare parte asfaltate sau balastate. Traficul feroviar este unul adiacent teritoriului comunei, desfășurându-se pe linia de cale ferată Suceava - Radăuți - Putna.
Volovăț se învecinează cu:
La nord - Municipiul Rădăuți;
La sud - comuna Arbore;
La est - orașul Milișăuți, sat Bădeuți;
La vest - comuna Marginea;
La nord-vest - comuna Horodnic de Sus;
La sud-est - comuna Burla.

### Suprafața
Terenurile agricole din extravilan cuprind suprafețe arabile, livezi, pășuni împădurite, fânețe, drumuri de exploatare agricole.
Structura suprafețelor agricole se prezintă astfel:
- arabil = 2230 ha, 60,10% (497 ha intravilan si 1733 ha extravilan)
- pășuni= 392 ha, 9,60 %
- fânețe = 36 ha, 0,90 %
- livezi = 51 ha, 1,20%
- pădure = 244 ha, 6,40%

Sunt înregistrate 1385 de gospodării și 1577 de locuințe.

### Relief și geologie
Teritoriul comunei Volovăț face parte din Podișul Sucevei, cu subdiviziunea „Depresiunea Rădăuților”.tetren aproape plan, de vârsta cuaternară, cu o ușoara inclinatie spre sud-est. Altitudinile care descresc de la vest la est (de la 450 m la 375 m) și de la sud la nord (520 m la 415 m). Prezintă o fragmentare și o energie redusă, formate din lunci, terase și glăcișuri proluvio-coluviale întinse, psefitice și psamitice. Denivelările de teren, cu excepția unor dealuri, sunt mici si nu depășesc 20-30 de metri . Podișului Suceava cu „Depresiunea Rădăuțului”. Spre partea de S-E, depresiunea e mărginită de Dealul Burla cu altitudine de 483 m , Dealul Bădeuți – 380 m, în partea de S –Dealul Zneamu – 462 m și Dealul Volovăț cu cea mai mare altitudine de 517 m, fiind în mare parte împăduriți. Restul depresiunii, cu altitudine medie de 375 m, este aproape plană cu mici denivelări în unele locuri.
În acestâ zonă predomină formațiunile sarmatice reprezentate prin argile vinete peste care urmează depozite de nisipuri galben-roșcate, apoi gresii puțin cimentate în straturi, peste care se așterne solul. De pe Dealul Burla – 483 m se deschide una dintre cele mai frumoase perspective asupra Depresiunii Rădăuți . Drumurile și cursurile de apă se văd ca într-o fotografie aeriană. La adâncuimea de 113 m se găsește un strat de 0,2 m cărbune, iar densitatea în grămadă a balastrului de pe râul Sucevița este mai mică (1,574 tone / m2) decât a celei de pe râul Suceava (1, 78 – 1,94 tone / m2).
Din punct de vedere geologic depresiunea este dezvoltată pe formațiuni sarmatice care sunt reprezentate aici de argile vinete la bază peste care urmează depozite de nisipuri galben – roșcate, apoi gresii puțin cimentate în straturi sau lentile și nisipuri peste care se așterne solul, au o ușoare înclinare în jur de un grad, de la NV – SE .
Comuna Volovăț se găsește în zona F de seismicitate.
Ținând seama de populația satelor comunei la nivelul anului 2010 suprafața spațiilor verzi pe sate se estimează a fi: satul Volovăț – 1,10ha, satul Burla – 0,45ha. Norma minimă de spații verzi și plantate în mediul rural pentru zona de locuințe este de 2m2/locuitor.

### Solul
Din punct de vedere pedologic, a fost catalogat ca fiind sol brun de luncă și sol aluvionar. De asemenea, se întâlnesc și lacoviști. Ca rocă de solificare întâlnim depunerile aluviale, depuneri coluviale, luturi și argile, gresii, marne.
Cele mai fertile soluri sunt cele provenite din aluviuni, unde s-au depozitat solurile brune de luncă, cele mai propice pentru agricultură.
Luturile și luturile nisipoase sunt prezente și au dat naștere la solurile cenușii de pădure, care sunt mai puțin fertile.
Pe marne și argile, precum și pe depuneri aluviale s-au format lacovistile, care au exces de umiditate și necesită lucrări de desecare.
Depunerile coluviale au generat soluri coluviale humoase.

### Hidrografie
Râul Volovăț este râu afluent al râului Sucevița, la rândul său fiind afluent al râului Suceava (ce izvorăște din vârful Lupcina–1590 m din Obcina Mestecănișului ), afluent de gradul I al râului Siretafluent de gradul I al râului Siret, cu direcție de curgere NV-SE.
Teritoriul Comunei cuprinde paraiele Sucevița și Volovăț, alimentate mai ales in vremea ploilor, de pârâiașe mici: Iaslovăț, Pârâul Vadului, Surducul.
Vechile documente, care vorbesc de hotarele Volovățului, amintesc și de Pârâul Sec (Sekul), Scursura Pârâului, Pârâul Făgețel, Pârâul „Rediza", Pârâul Toplița. Unele din ele sunt active si astăzi, altele și-au părăsit albiile sau au dispărut. Adâncimea apei freatice variază de la un timp la altul, in funcție de adâncimea stratului impermeabil sau de relief intre 0,50-8,00m, 16-20m. Apa fântânilor scade, dar nu seaca niciodată nici pe timp de arșiță.
Rețeaua hidrografică o formează pârâurile Volovăț și Sucevița, alimentate mai ales din precipitații și de alte pârâiașe mai mici: Iaslovăț, Pârâul Vadului, Surducul, Pârâul Babei. Rețeaua hidrografică are un caracter teritorial de despletire și ramificare prin numeroase fragmente de albii active sau  părăsite, ochiuri sau cercuri separate, cu lunci late de 300 – 400 m, datorită adâncirii albiei de 4 – 5 m, pericolul de inundații este evitat în mare parte, văile fiind subsecvente.
Pârâul Sucevița izvorăște din Obcina  Mare de la altitudinea de 800 – 900 m și drenează partea de N a teritoriului și N – E, celelalte –Iaslovăț, Gârla Morii, drenând 
partea centrală.

### Fauna
Fauna este reprezentată prin mamifere, pasări, reptile și pești. Bine reprezentate sunt căprioarele (Capreolus capreolus), porcul mistreț (Sus scrofa), vulpea (Canis vulpes). Mustelidele sunt reprezentate prin nevăstuică (Mustella nivallis), dihorul (Mustella putorius). Rozătoarele au ca reprezentanți: șoarecele de pădure (Apodemus silvaticus) si iepuri (Lepus europeus).
Pasările sunt reprezentate printr-un număr mare de specii dintre care citamxiocanitoarea, sticletele (Carduelis carduelis), mierla (Turdus philomelus), ciocârlia de pădure (Lulula arborea), gugustiucul (Ctreptopelia decaocto). Cu frecventa deosebita intalnim cucul (Cuculus canorus), graurul (Sturmis vulgaris), vrabia (Passer domesticus) și rândunica (Hirundo rustica).
Amfibienii sunt reprezentați de broasca de pădure (Rana temporalia), broasca râioasă brună verde (Bufo viridis). Nevertebratele sunt reprezentate prin gasteropode, miriapode, păianjeni.

### Vegetația
Vegetația comunei este reprezentată de păduri de fag (Fagus Silvatica) și stejar (Quercus robur), aceasta reprezentând doar 20% din suprafață aparținând comunei. Aceste două specii se află în amestec cu specii de brad (Abies alba), carpen (Carpinus betulus), gorun (Quercus petraea), paltinul (Acer pseudoplatanus), arțarul (Acer platanoides), frasinul (Fraxinus excelsior). Stratul de arbuști este reprezentat de alun (Corylus avellana) si voniceriul (Euonymus europaea). In substratul de ierburi partrund elemente acidofiele ca rogozul de pădure (Carex pilosa), vinarita (Asperula odorata), macrisul iepurelui (Oxalis acetosera).
Printre pădurile de stejar și fag se întâlnesc pășuni, livezi, fânețe și locuri cultivate. 
Vegetația intrazonală ocupă spații reduse, areale insulare sau fâșii. Vegetația de luncă corespunde mai ales albiilor majore ale râului Sucevița. Aceasta vegetație este alcătuită din arborete: zăvoaie de arini (Alnus icana), salcia (Salix purpurea), cătina si dintre arbori plopul. Dintre speciile ierboase cresc plante hidrofile ca: rogozul (Carex riparia și Carex hista) și specii de trifoi (Trifolium campestre).

## Demografie

### Populație și religie
În perioada 2000-2010, populația comunei Volovăț a cunoscut o creștere în prima parte a deceniului scăzând drastic în cea de-a doua parte, așa cum este prezentată în tabel.
În anul 1880 erau 501 case cu o populație de 2217 persoane din care 1106 bărbați și 1111 femei, ca și confesiune 2158 fiind ortodocși, 22 catolici, 11 iudaică și 11 nedeclarați. Ca naționalitate 2158 erau români și 58 germani.
În anul 1890 erau 550 locuințe în Volovăț și 2 în Podu Vlădichii, având o populație de 2473 persoane și 10 în cealaltă, dintre care bărbați 1245 + 4, iar femei 1228 + 6. Erau de confesiune ortodocsă 2382, catolică 47, iudaică 50 și 4 nedeclarați. Ca naționalitate 2378 români, 95 germani, 4 ruteni, alte naționalități 6.
- Recensământul din 1930

Componența etnică a comunei Volovăț
     Români (97,87%)
     Germani (1,5%)
     Altă etnie (0,63%)
Componența confesională a comunei Volovăț
     Ortodocși (95,15%)
     Romano-catolici (1,2%)
     Baptiști (1%)
     Altă religie (2,65%)
Conform recensământului efectuat în 1930 (tabele din dreapta), populația comunei Volovăț se ridica la 3.093 locuitori. Majoritatea locuitorilor erau români (97,87%), cu o minoritate de germani (1,5%). Restul locuitorilor erau: polonezi (1 persoană) și evrei (9 persoane). Din punct de vedere confesional, majoritatea locuitorilor erau ortodocși (95,15%), dar existau și minorități de romano-catolici (1,2%) și baptiști (1,0%). Restul locuitorilor erau: greco-catolici (4 persoane), luterani/evanghelici (10 persoane), mozaici (9 persoane), altă religie (8 persoane) și fără religie (54 de persoane).
Componența etnică a comunei Volovăț
     Români (96,64%)
     Romi (1,05%)
     Necunoscută (2,03%)
     Altă etnie (0,26%)
Componența confesională a comunei Volovăț
     Ortodocși (53,53%)
     Penticostali (43,94%)
     Necunoscută (2,03%)
     Altă religie (0,48%)
- Conform recensământului efectuat în 2011 (tabele din stânga), populația comunei Volovăț se ridică la 4.952 de locuitori, în creștere față de recensământul anterior din 2002, când se înregistraseră 4.858 de locuitori.[1] Majoritatea locuitorilor sunt români (96,65%), cu o minoritate de romi (1,05%). Pentru 2,04% din populație, apartenența etnică nu este cunoscută.[2]

Din punct de vedere confesional, majoritatea locuitorilor sunt ortodocși (53,53%), cu o minoritate de penticostali (43,94%). Pentru 2,04% din populație, nu este cunoscută apartenența confesională.
Din punct de vedere religios a fost un sat ortodox cu peste 95% din populație, însă în perioada comunistă își face apariția penticostalismul, însă comuna rămâne în continuare majoritar ortodoxă.

### Ruinele bisericii lui Giurgiu
La sfrșitul secolului al XIV-lea, boierul Giurgiu (Giurgea) de la Volovăț a construit o curte boierească și o biserică, ale cărei temelii se păstrează și azi.  Fundațiile bisericii vechi au fost descoperite cu ocazia cercetărilor efectuate de Alexandru Artimon în perioada 1969-1973.

### Biserica Înălțarea Sfintei Cruci din Volovăț
Biserica „Înălțarea Sfintei Cruci” din Volovăț este o biserică ctitorită de Ștefan cel Mare între anii 1500-1502 (7008-7010) în satul Volovăț (județul Suceava) și este în lista monumentelor istorice din județul Suceava din anul 2004, având codul de clasificare LMI SV-II-m-A-05674.

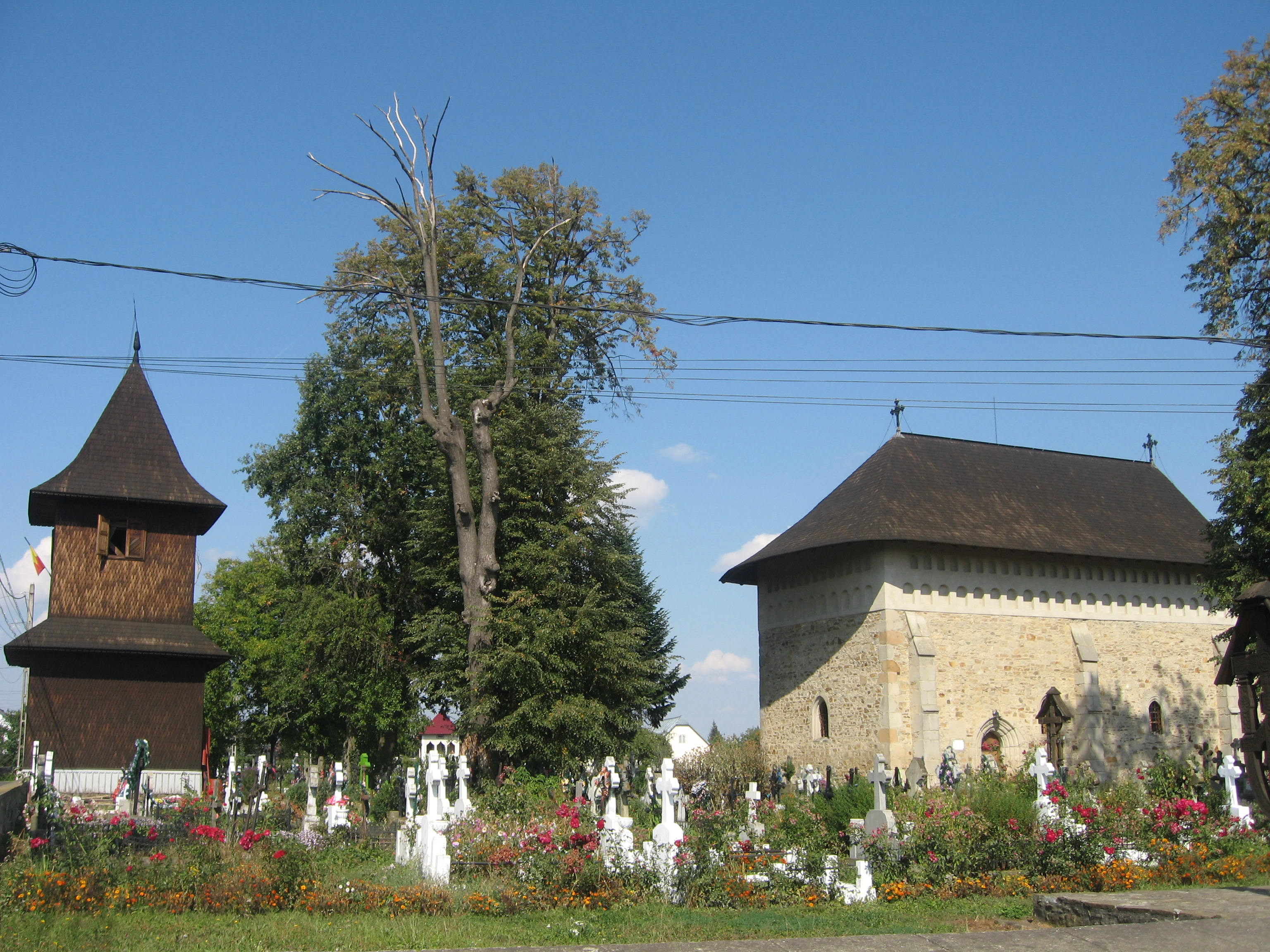
Biserica și turnul clopotniță

În locul bisericii de lemn, Ștefan cel Mare a construit între anii 1500 și 1502 o biserică de zid după cum atestă pisania în limba slavonă, amplasată la intrarea în biserică: „Binecinstitorul și de Hristos iubitorul, Io Ștefan Voievod, din mila lui Dumnezeu Domn (gospodar) al Țării Moldovenești, fiul lui Bogdan Voievod, cu Doamna sa Maria, fiica lui Radu Voievod și cu preaiubitul lor fiu Bogdan Voievod, au zidit casa (hramul) aceasta întru numele înălțării cinstitei și de viață dătătoare cruci; și s-a început în anul 7008 (=1500) și s-a sfârșit în anul 7010 (=1502), iar al domniei sale anul patruzeci și șaselea curgător, luna septembrie 14”. Dedesubtul pisaniei, s-a amplasat o placă din marmură cu traducerea inscripției.

## Istoric

### Atestare documentară
- Prima atestare documentară a Volovățului este acceptată în data de 28 iunie 1401, atunci cînd Alexandru cel Bun întărea împreuna cu "panul Giurgiu de la Valhoveț" dania în satul Plotunești de la Strunga, făcută unui boier.
- A doua atestare documentară, demonstrată de preotul Dumitru Valenciuc în excelenta sa monografie, „Volovățul și locuitorii săi: Repere pentru o monografie”, ca aceasta este devansata până în prezent de data de 18 noiembrie 1393. În acea zi, într-un document provenit de la curtea lui Roman Voda este menționat în sfatul domnesc "Stanislava Elovscovo", Stanislav de Elova. Stanislav de la Elova un boier de origine maramureșeană care și-a stabilit curtea aici, adică în  Volovăț. A fost un apropiat al lui Dragoș al Moldovei. Dragos a venit în Moldova , în 1347, însotit de oameni tineri, capabili de lupta. Dacă Stanislav ar fi avut atunci 20-25 de ani, în 1393 se apropia de sfârșitul vieții.

Faptul că a rămas în sfatul domnesc și sub urmașii lui Dragos și chiar ai lui Bogdan I, Volovățul probabil avea o anumită autoritate: era vechi, din Carpati. Dupa disparitia lui Stanislav de Elova, este consemnat ca stapân al Volovățului boierul Giurgiu, fiul cel mic al lui Dragomir Albul, tot un nobil maramuresean din suita lui Dragos Voda.
În 1421, dupa ce Papa a fost de acord cu desfacerea căsătoriei dintre Alexandru cel Bun și prințesa lituaniană Rimgailla, o catolică înfocată, domnitorul face o generoasă danie fostei sale sotii, constând în târgul Siret și Volovatul: „Cu satele și cătunele, cu morile și cu heleșteiele, și cu vămile, și datoriile și cu darile, cu produsele și veniturile și cu toate bunurile, cari asculta de acest Tîrg de Șiret și Volhoveț, neloîndu-se nimic pentru noi îndărăt de aici înainte, le-am dat, cît va fi în viață, surorii Domnului nostru, craiul Poloniei și altor țări și marelui cneaz Alexandru sau Vitold, Cneaghinei Rimgailla, fosta soție a noastra”.
Administrativ, Volovățul a fost o vreme ocol domnesc, indicând că a fost un grup de sate domnești alăturate unui târg,  cetate sau curte. În documentul din 13 decembrie 1421 sunt amintite sate care erau anexate de târgul Siret și Volovăț, astfel fiind prima mențiune despre un grup de sate ascultătoare de un ocol. În documentul din 19 iunie 1456 sunt și sate ascultătoare de Volovăț „din vechime”. Mai mult, llie Voievod zălogea panului Didrih amintea de „curtea noastră de la Volovăț” . Mai apoi, pierzându-și importanța, Volovățul intră sub ascultarea ocolului Bădeuților. Așadar la 20 iunie 1589 intră sub stapânirea Mănăstirii Sucevița.

### Sub dominație habsburgică
Vremurile tulburi din istoria Moldovei, mai ales a celei de sus, anexată și intrată sub conducerea Coroanei de Habsburg 1775.  În 1774, este menționat ca făcând parte din ocolul Vicovelor, iar un an mai târziu îngloba și cătunul Burla. În 1776 este trecut în Districtul Suceava, pierzând cătunul Burla ce devenise sat. Evidența din 1783 ne arăta Volovățul ca facând parte din ocolul Vicov de Sus având în componeță și  Marginea sau Prundul, pe care îl va pierde în 1785, primind din nou, în 1786, satul Burla. Anul 1855 situează Volovățul ca fiind satul făcea parte din districtul Rădăuți, iar satul Burla devine independent. Spre final de secol XIX, mai exact în 1898, înglobează cătunul Vadul Vlădichii din nord-est (în 1773, episcopul Dositei Herascul ridică aici o biserică de lemn) pe care îl administreză pâna în 1919, când acesta trece în componența Rădăuțiului. În 1925 primește cătunul Lupășteni, iar în 1950, îngloba și satul Burla. Din 1956 este mentionat pentru ultima data cătunul Vadul Vlădichii, ca facând parte din Volovăț.
De-a lungul timpului, pe pamântul altă data aparținând Volovățului au luat ființă și sate noi, un exemplu elocvent fiind comuna Marginea.
În 1776 erau numai un grup de case, pe teritoriul numit Prundul, apartinând, la fel ca și Volovățul, mănăstirii Sucevița. Apoi, aici se  vor așeaza locuitori veniți din Ardeal, formând satul înfloritor de astazi și care o vreme, între 1783-1785, a făcut parte din Volovăț. La fel și satul Burla, unde pe la 1700, se așează aici câteva familii venite din Straja, apoi, huțani de la Breaza (Câmpulung Moldovenesc). Se organizează repede, având în 1780 un vornic, Becica Vasile, mai ales după ce, prin 1750, aici se așează și familii venite din Ardeal.
În 1862-1871, apare comuna Burla, ce cuprindea  satul Pleșa, iar din 1925, parțial, cătunul Bodnareni. Din 1950 este din nou sat, pierzând însa cătunul Bodnareni și intrând în componenta comunei Volovăț.

## Educație
În 1859, septembrie 22 pe plan local, în ciuda unei intense opoziții, se hotărăște înființarea școlii, iar în 1860, august 20 se deschid cursurile primei școli din Volovăț.
În prezent Școala cu clasele I-VIII Volovăț este amplasată în centrul comunei având trei corpuri: A, B, C, toate corpurile sunt formate din parter și etaj aflându-se sunt în aceeași curte. Corpul A este construit in anul 1898 și este din cărămida, acoperit cu tablă. Corpul B este construit in 1973 din caramida și acoperit cu tablă, iar corpul C din 1986 fiind constriut din aceeiași materiale. În copul C funcțonează și grădinița. În scoală invață un număr de 200 preșcolari, cuprinși în 8 grupe de grădiniță, de vârstă cuprinsă între 3 și 7 ani, iar un număr de 529 de copii sunt elevi în clasele I-VIII, fiind de obicei câte trei clase per generație.

## Toponimie
În ceea ce privește părțile de moșie, situația sta altfel. Pentru numirea țarinilor, a pădurilor, a pâraielor, s-a folosit o varietate de noțiuni stabilite din punct de vedere istoric. Hotărniciile din 1744, 1768, 1783 ne dau denumirile vechi ale acestor țarini, păstrate pana astăzi: Coltova, Apust, Cotul Balahurii, Cotul Hlinitei, Dealul Badeuțului, Dealul Morii, Dolinca, Dumbrava, Heleșteie, In Bare, La Maliniș - La Mălini, Livezi, Loza, Podul Verde, Poieni, Porcărești, Soliște (Săliște) , Saga, Toloacă, Vadul Vladichii, Vadul Andrieș, Vadul Ciocoiului, Vadul Horodnicului, Vadul Rădăuțiului, Făgețel, Fântânele, La Stuh, Znamen, Priloage, Scrunteie (Scruntari).
La fel si dealurile (Dealul Burlei, Scorpan), Văile (Carpenis, Piciorul Robanului), pădurile (Carpenis, Calnovat, îngrăditura, În Pietriș) sau rapile (Carpiniș, In Porcovăț, Zneamăn, Gârla Fantanitei).
Unele denumiri au dispărut astăzi sau nu mai sunt pe teritoriul actual al acestui sat: La Fântâna Putredă, Poiana Grozăi, Poiana Trifului (numita in 1768 - „Unghiul lui Trif”), dar toate ne ajuta sa stabilim intinderea de alta data a moșiei.

## Monumente istorice

### Biserica Înălțarea Sfintei Cruci din Volovăț
În locul bisericii de lemn (Biserica de lemn din Putna), Ștefan cel Mare a construit între anii 1500 și 1502 o biserică de zid după cum atestă pisania în limba slavonă, amplasată la intrarea în biserică: 
"Binecinstitorul și de Hristos iubitorul, Io Ștefan Voievod, din mila lui Dumnezeu Domn (gospodar) al Țării Moldovenești, fiul lui Bogdan Voievod, cu Doamna sa  Maria, fiica lui Radu Voievod și cu preaiubitul lor fiu Bogdan Voievod, au zidit casa (hramul) aceasta întru numele înălțării cinstitei și de viață dătătoare cruci; și s-a început în anul 7008 (=1500) și s-a sfârșit în anul 7010 (=1502), iar al domniei sale anul patruzeci și șaselea curgător, luna septembrie 14".
Dedesubtul pisaniei, s-a amplasat o placă din marmură cu traducerea inscripției.
Biserica a avut de suferit de mai multe ori în decursul timpului, rămânând un timp chiar pustie. A fost restaurată în 1752 de către episcopul Dosoftei Herescu al Rădăuților (1750-1789), dăruindu-se cu acest prilej iconostasul de la Biserica "Sf. Nicolae" din Rădăuți. Unele reparații au mai fost efectuate și în anul 1776 pe cheltuiala proistosului Gurie de la Mănăstirea Sucevița.

### Biserica de lemn din Volovăț
După cum consemnează cronicarul Nicolae Costin, domnitorul Dragoș Vodă (1351-1353) a construit o biserică de lemn la Volovăț, pe care Ștefan cel Mare a mutat-o la Mănăstirea Putna. Cronicarul povestește legenda că biserica de lemn din Volovăț ar fi putut adăposti odată mormântul legendarului Dragoș Vodă.
„Înțeles-am și noi den oameni bătrâni, lăcuitori de aicea den țară, cum să trage cuvântul den om în om, că o biserică de lemnu la Olovăț, să fie făcută de Dragoș-vodă și acolo zic, să fie îngropat Dragoș-vodă. Și aceia biserică de lemnu au mutat-o Ștefan-vodă cel Bun, de o au clădit la Mănăstirea Putna, unde stă până acmu. Iară pe locul bisericii acei de lemnu, la Olovăț, Ștefan-vodă au zidit biserică de piatră.”—Nicolae Costin - „Letopisețul Țării Moldovei de la zidirea lumii până la 1601 și de la 1709 la 1711”, Opere, Iași, 1976, p. 74.
Un hrisov domnesc din 17 martie 1723 al voievodului Mihai Racoviță confirmă spusele cronicarului: 
„Scris-am Domnia me la boieri și la toți slujitorii, cari veți umbla ori cu ce fel de slujbă a Domniei mele la ținutul Sucevei, facem știre tuturor pentru sfânta biserică de lemn, ce este lângă Mănăstirea Putna, care această biserică dinceputul ei au fost făcută de Dragoș Vodă la Volovăț și au fost acolo până în zilele răposatului Ștefan Vodă bătrânul, și atunce Ștefan Vodă au mutat-o acolo la Putna zidind în locul ei alta de piatră, care din pricina acestei biserici, căci au fost veche, s'au  suitul rândul și Mănăstirii Putnei de este mai naintea altor mănăstiri și până astăzi.”—Dimitrie Dan - „Mănăstirea și comuna Putna” (București, 1905), p. 125-127.

## Economie

### Activități specifice zonei
- Agricultură
- Prelucrarea lemnului

### Activități economice principale
- Prelucrarea lemnului
- Morărit și panificație
- Transport internațional
- Creșterea animalelor
- Agricultură
- Comerț cu amănuntul
- Panificație
- Tâmplărie din lemn stratificat cu geam termopan

## Localități înfrățite
Volovățul este înfrățit cu localitatea franceză din 1994.
- Mortagne-sur-Sèvre - La Verrie

## Distincții
În anul 2002 comuna a obținut locul I pe județ pentru buna gospodărire a comunei și un premiu în valoare de 600 milioane lei vechi.

## Personalități
Printre preoții care au slujit aici se numără:
- Ioan Grigorovici - paroh (pe la 1825).
- arhipresviterul stavrofor Constantin Tarangul (1823-1910) - paroh de Volovăț (1868-1910), protoiereu al Rădăuților. El a fost căsătorit cu Maria Turcan (1835-1922) din Crasna, având împreună 18 copii, printre care  Erast Tarangul (1870-1938) - prefect al Districtului Suceava (1905-1912), consilier guvernial (1912-1918), subsecretar de stat pentru finanțe în Guvernul provizoriu al Bucovinei prezidat de Iancu Flondor (1918-1919), senator de Suceava și Siret (1919-1921). Constantin Tarangul a fost înnobilat în anul 1908, la jubileul de 60 de ani a împăratului Franz Joseph I, primind titlurile de Cavaler al Ordinului Franz Joseph și Edler von Valea Utsei.
- Isidor Zavadovschi (1861-1916) - paroh
- Dumitru Valenciuc - paroh. A publicat mai multe cărți, printre care:„Volovățul și locuitorii săi: Repere pentru o monografie” (Ed. Mușatinii, Suceava, 2000) și „Volovăț: Pași prin istorie” (Ed. Bucovina Istorică, Suceava, 2002).
- Stanislav de Eloha > Ialova > Ialovăț > Volovăț, atestat pe la 1393;
- eroul Bordei Gheorghe, decedat în anul 1969 ;
- Giurgiu (Giurgea) - boierul din Volovăț;
- prof. Gabriel Băleanu - participant la organizarea (în primă fază) a Serbării Naționale de la Putna, din 1871.
- Dimitrie Diaconovici și Nichifor Lupăștean, doi iconari renumiți mari binefăcători ai bisericii;
- Pentelei Cojocar, Ioan Gh. Antonovici, oameni politici și de stat;
- Petru I. Vicol – primar;
- dr. Erast Tarangul – prefect de Suceava;
- dr. Eugen Tarangul – prefect;
- dr. Simeon Hâj – prefect și „Drept al popoarelor”, proclamat ca atare de Statul Israel;
- Nichifor Robu – senator
- prof. Lazăr Vicol – traducător;
- Constantin Taniu Dracinschi – poet; prof.
- Mihai Vicol – autor de gramatici;
- Mircea Grunchievici – poet și dramaturg;
- Ghedeon Coca – poet;
- prof. Clement Antonovici – poet;
- prof. univ. dr. Victor Neculce - un universitar de filosofie;
- dr. Orest Mirăuță – geolog, cartograf un cercetător.

## Obiective turistice din localitate și împrejurimi

### Localitate
- Biserica monument istoric „Biserica Înălțarea Sfintei Cruci” ctitoria voievodului Ștefan cel Mare și Sfânt (1500-1502)
- Necropolă tumulară
- Monument arheologic „Ruinele Bisericii și Curții Boierești”
- Ruinele vechii biserici de lemn construită de Dragoș Vodă în anul 1353
- Biserica de lemn din Putna (1353) – cea mai veche biserică de lemn din Europa, ctitorie a lui Dragoș Vodă în satul Volovăț, mutată de Ștefan cel Mare în Putna
- Partheonul de la Volovăț, În memoria a 23 de personalități din Volovăț a fost amplasată câte o placă de marmură albă pe zidul de incintă al complexului. Dintre aceștia menționăm pe următorii: Stanislav de Eloha (atestat pe la 1393), Ioan Antonovici (1854-1913) - mare binefăcător, prof. Lazăr Vicol (1859-?) - autor de manuale, dr. Erast Tarangul (1870-1938) - senator, dr. Eugen Tarangul (1875-1961) - prefect al Sucevei, dr. Constantin Taniu Dracinschi (1875-1932) - poet, prof. Mihai Vicol (1876-1942) - autor de manuale, arhiprezbiter stavrofor dr. Oreste Tarangul (1877-1960) - consilier mitropolitan, Nichifor Lupăștean (1878-1947) - pictor iconar, dr. Simeon Hâj (1895-1988) - drept al popoarelor, Nichifor Robu (1902-1977) - senator, prof.dr. Victor Nedelcu (1907-1977) - profesor univ. de filosofie etc.
- Bustul lui Ștefan cel Mare și Sfânt, dezvelit în 2003 în curtea bisericii, din piatră artificială realizat de către sculptorul Lucian Tudorache (n. 1965), cu contribuția lui Valerian, Lăcrămioara și Silvana Zub.
- Monument ridicat în memoria cununiei Iracle Porumbescu și Emilia Clodnițchi, având inscripția:„ În această biserică, la 20 august 1850, au primit Sfânta Taină a cununiei Iraclie și Emilia Porumbescu, părinții nemuritorului Ciprian Porumbescu”.

### Împrejurimi
- Mănăstirea Sucevița (1582) – monument UNESCO
- Mănăstirea Putna (1469) – ctitorie a domnitorului Ștefan cel Mare
- Biserica Sfânta Treime din Siret (1352)
- Chilia lui Daniil Sihastrul din Putna
- Biserica Tăierea Capului Sfântului Ioan Botezătorul din Arbore (1502) – ctitorie a hatmanului Luca Arbore, monument UNESCO
- Biserica Sfinții Apostoli Petru și Pavel din Solca (1612-1622) – ctitorie a domnitorului Tomșa Vodă
- Rezervația Naturală „Ochiuri”
- Casa memorială „Ion Nistor” din Bivolărie, Vicovu de Sus
- Muzeul Furman din Dornești
- Muzeul sătesc Toader Hrib din Arbore
- Complexul muzeal de la Marginea